# 1663 en arts plastiques
| Années des arts plastiques : 1660 - 1661 - 1662 - 1663 - 1664 - 1665 - 1666    |
| Décennies des arts plastiques : 1630 - 1640 - 1650 - 1660 - 1670 - 1680 - 1690 |

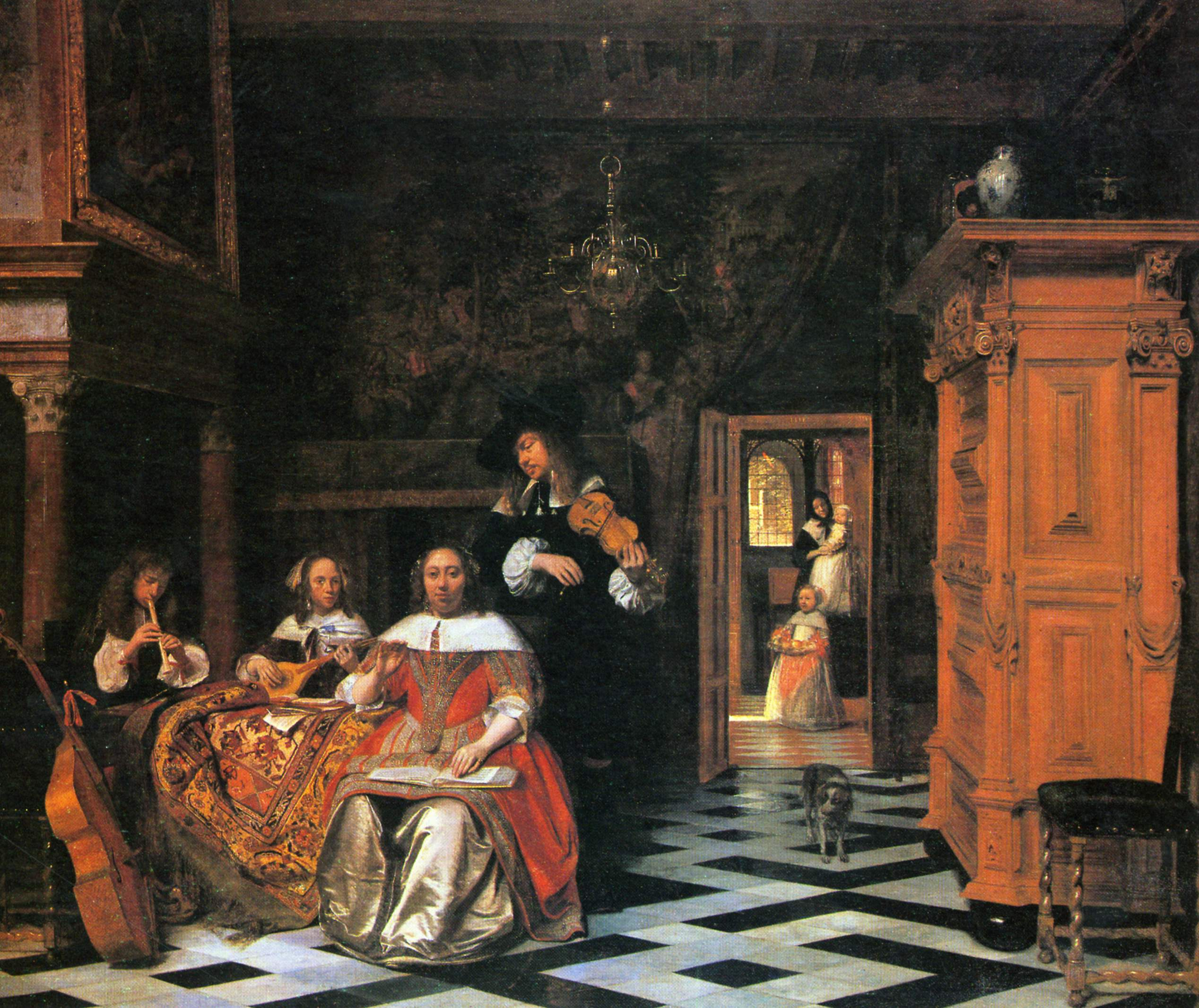
Portrait d'une famille de musicien, Pieter de Hooch.

Cette page concerne l'année 1663 en arts plastiques.

## Œuvres
- La Femme hydropique, par Gérard Dou (musée du Louvre)

## Naissances
- 20 janvier : Luca Carlevarijs, architecte,  mathématicien, graveur et peintre baroque italien  († 12 février 1730),
- 25 mars : Giovanni Odazzi, graveur et peintre italien († 6 juin 1731),
- 30 avril : Alessandro Marchesini, peintre, graveur à l'eau-forte du baroque tardif et du rococo, marchand d'art et prospecteur italien († 27 janvier 1738),
- 16 juillet : Richard II van Orley, peintre belge († 20 juin 1732),
- 20 juillet : Pierre Drevet, graveur français († 9 août 1738),
- 30 septembre : Robert van Audenaerd, graveur né à Gand et actif à Rome († 3 juin 1743),
- ? :
  - Louis Laguerre, peintre français († 20 avril 1721),
  - Nicola Malinconico, peintre italien († 1721),
  - Pietro de' Pietri, peintre italien du baroque tardif († 20 décembre 1716).

## Décès
- 27 août : Jacques Voorspoel, sculpteur flamand (date de naissance inconnue).
- Date précise inconnue : 
  - Francesco Allegrini da Gubbio, peintre baroque italien (° 1587).
  - Balthazar Gerbier, homme de cour, diplomate, conseiller artistique, miniaturiste et architecte anglo-néerlandais (° 23 février 1592).